# Ünye

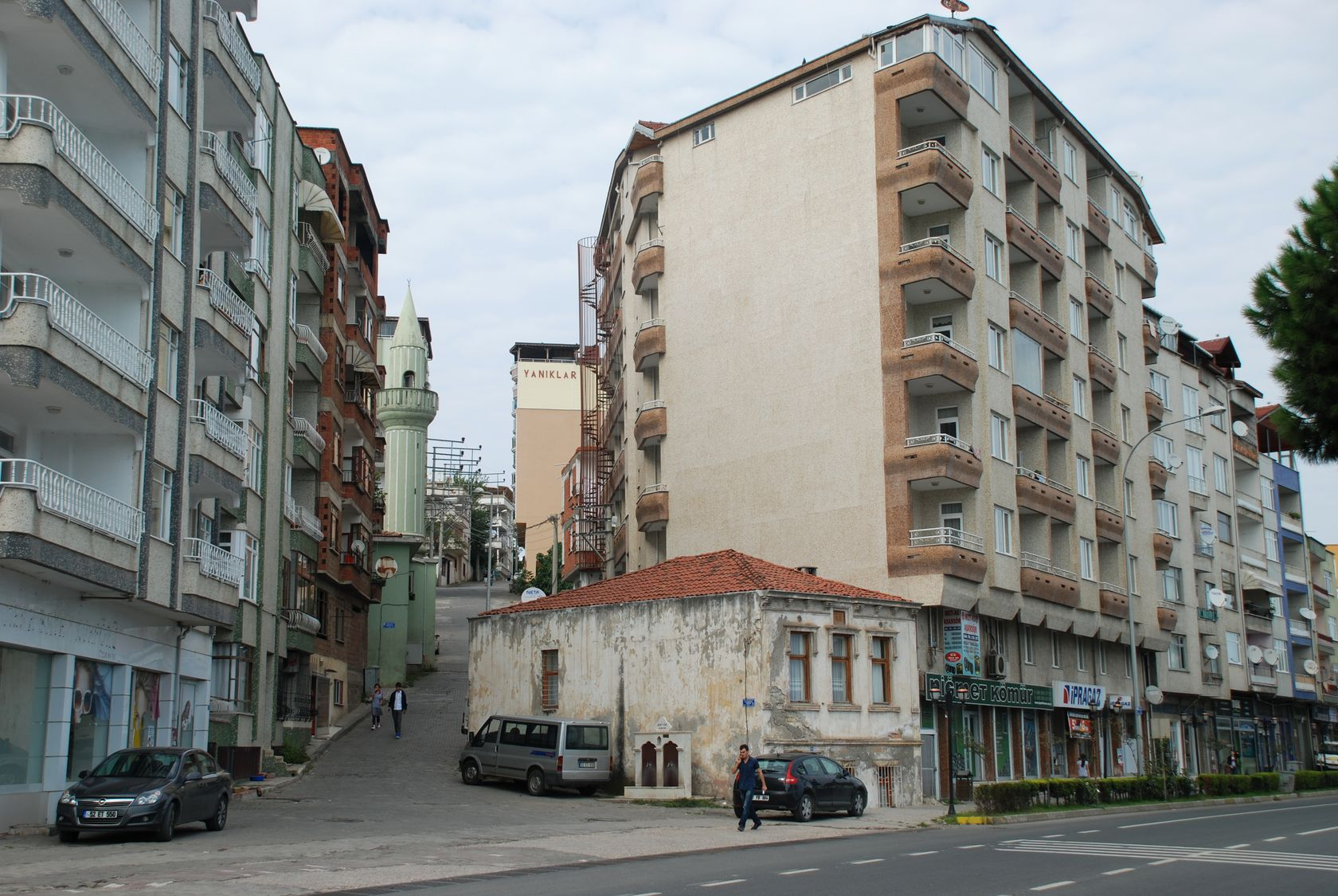
Küstenstraße im Stadtzentrum. Die Häuser aus osmanischer Zeit müssen dem steigenden Bedarf an Wohnraum weichen

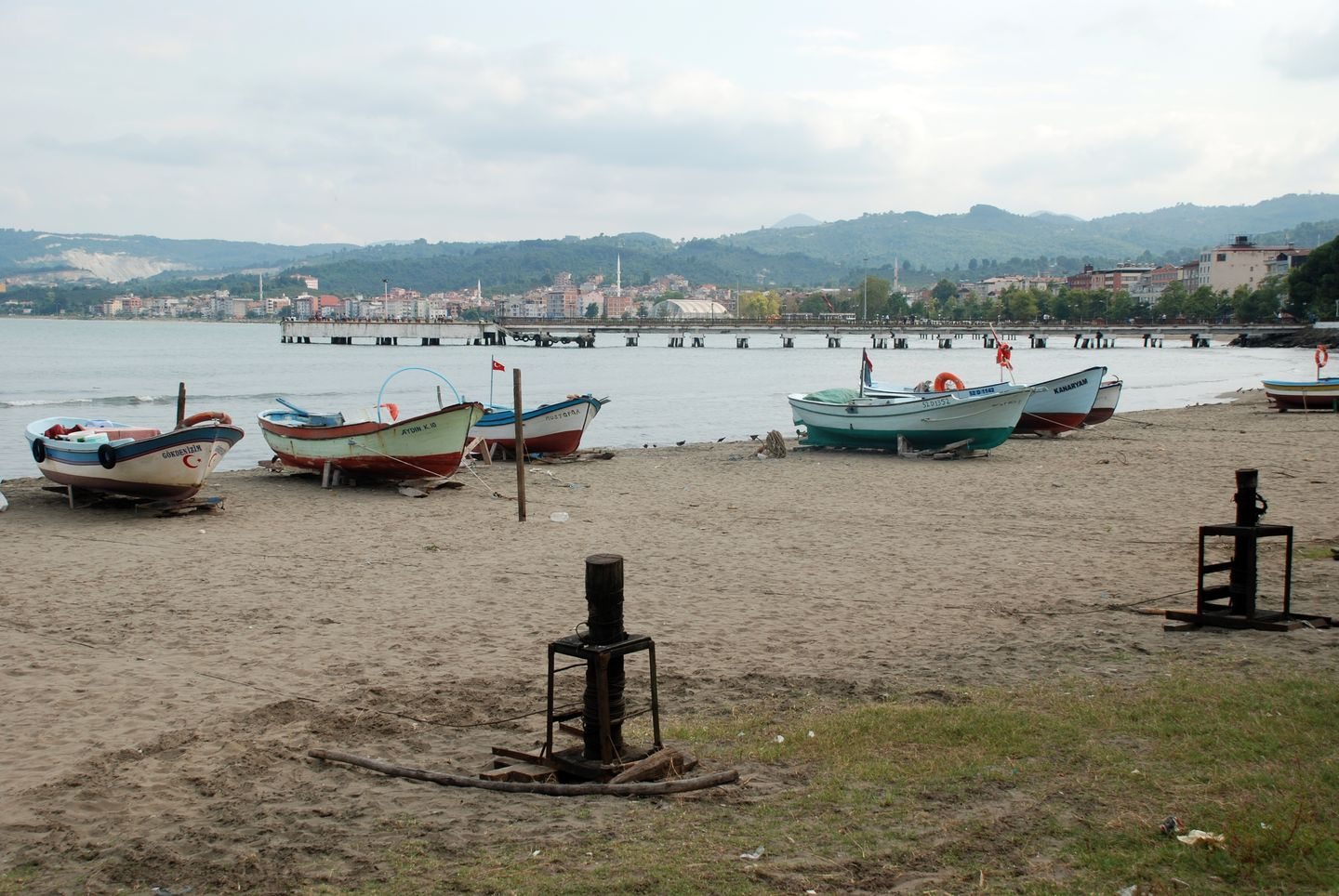
Fischerboote am zentrumsnahen Strand. Nebenan ein Badestrand mit Tretbootverleih

Ünye (in der Antike griechisch Oinaion, Oine) ist eine Stadtgemeinde (Belediye) im gleichnamigen Ilçe (Landkreis) der Provinz Ordu am Schwarzen Meer und gleichzeitig eine Gemeinde der 2013 geschaffenen Büyüksehir belediyesi Ordu (Großstadtgemeinde/Metropolprovinz) in der Türkei. Seit der Gebietsreform 2013 ist die Gemeinde flächen- und einwohnermäßig identisch mit dem Landkreis.
In der Umgebung werden vor allem Haselnüsse angebaut, die das wichtigste Handelsprodukt darstellen. Der kleine Fischerhafen hat nur lokale Bedeutung.

## Lage
Ünye liegt an der Küstenstraße E10 etwa 90 Kilometer östlich von Samsun und 60 Kilometer westlich von Altınordu. Eine weitere Fernstraße zweigt nach Süden ab und führt durch ein Quertal des in diesem Bereich relativ niedrigen Pontischen Gebirges über Niksar nach Tokat. Die Stadt erstreckt sich entlang einer nach Osten geöffneten flachen Bucht und weiter nach Norden um eine felsige Landzunge. Größere Flüsse im Landkreis sind Akçay, Curi Deresi und Tabakhane Deresi.

## Geschichte
Ünye hat eine lange Geschichte, die bis in die hethitische Zeit in die Mitte des 2. Jahrtausend v. Chr. zurückreicht. Einwanderer aus Milet ließen sich im 7. Jahrhundert v. Chr. an der Küste nieder. Der Ort gehörte zum Königreich Pontos, zum Römischen und Byzantinischen Reich. In der klassischen Antike existierten an diesem Küstenabschnitt die drei Orte Oine (Ünye), Polemonion (beim heutigen Fatsa) und Kotyora (Ordu).
Im 12. Jahrhundert erhielt Oinaion unter der Herrschaft der Rum-Seldschuken Bedeutung. Bis um 1180 ließ sich der Komnenen-Kaiser Andronikos I. für einige Jahre in der Stadt nieder.
Zur Blütezeit während der osmanischen Herrschaft im 18. Jahrhundert besaß der Hafen am Endpunkt der Straße von Niksar eine regionale Bedeutung. Hier bestand auch eine Schiffswerft. Die nahe gelegene große Festung, von der ein Mauerteil aus dem 12. Jahrhundert erhalten blieb, wurde 1806 von einem Pascha aus Trabzon zu einem Palast ausgebaut. Im Jahr 1900 wurde dieser größtenteils durch ein Feuer vernichtet.

## Stadtbild
Die Küstenstraße heißt im Stadtbereich Samsun Ordu Yolu. Die von ihr nach Südwesten abzweigende Hauptgeschäftsstraße ist die Niksar Caddesi. An ihr liegt hinter dem Stadion in Stadtmitte der Busbahnhof.
Aus byzantinischer Zeit blieb eine Kirche erhalten, die heute als Hamam genutzt wird. Sie liegt am zentralen Platz, dem Cumhuriyet Meydanı. Aus osmanischer Zeit sind landeinwärts vom Zentrum einige, zum Teil renovierungsbedürftige Gebäude erhalten. Das Rathaus stammt aus dem 18. Jahrhundert. Eine sehenswerte Häusergruppe an der Uferpromenade wurde direkt auf den Klippen über dem Wasser errichtet. Die üblichen mehrstöckigen Wohnblocks sind Zeichen für die heutige schnell voranschreitende Stadtentwicklung entlang der Küste und bis auf die Anhöhen landeinwärts. Am östlichen Stadtrand mündet ein kleiner Fluss ins Meer.
Ünye bietet für den Ausflugstourismus im Sommer Sandstrände, Parks für Spaziergänge, eine Handvoll Hotels in der Stadt, ferner einige Pensionen und Campingmöglichkeiten westlich außerhalb entlang der Küste. In einem Pinienwald einen Kilometer nördlich an der Küste befinden sich Gräber aus osmanischer Zeit.

## Verwaltung
Der Landkreis bzw. sein Vorgänger Kaza bestand schon vor der Gründung der Türkischen Republik 1923. Durch Ausgliederungen und Kreisbildungen in den Jahren 1954 (Kreis Akkuş) und 1990 (Kreise Çaybaşı und İkizce) verringerte sich die Fläche um etwa 60 Prozent.
(Bis) Ende 2012 bestand der Landkreis neben der Kreisstadt (Ende 2012: 78.227 Einw.) aus den acht Stadtgemeinden (Belediye) Erenyurt (1.751), Fatih (2.682), Hanyanı (2014), İnkur (2.912), Pelitliyatak (2.758), Tekkiraz (3.551), Yenikent (2.070) und Yeşilkent (2.213). Des Weiteren bestanden noch 59 Dörfer (Köy) mit insg. 19.817 Einwohnern. Diese Dörfer und die obigen Gemeinden wurden im Zuge der Verwaltungsreform von 2013 in Mahalle (Stadtviertel, Ortsteile) überführt, die 18 bestehenden Mahalle der Kreisstadt blieben erhalten. Den Mahalle steht ein Muhtar als oberster Beamter vor.
Ende 2020 lebten durchschnittlich 1.535 Menschen in jedem dieser 85 Mahalle, 15.314 Einw. im bevölkerungsreichsten (Atatürk Mah.).

## Söhne und Töchter der Stadt
- Zeynep Ahunbay (* 1946), Architekturhistorikerin
- İsmail Kılıç Kökten (1904–1974), Archäologe
- Recep Kara (* 1982), Ringer